# Podagrion breviveinus
Podagrion breviveinus is een vliesvleugelig insect uit de familie Torymidae. De wetenschappelijke naam is voor het eerst geldig gepubliceerd in 2007 door Zhao, Huang & Xiao.